# مستعمرة ناتال
مستعمرة ناتال كانت مستعمرة بريطانية في جنوب شرق أفريقيا. أُعلنت كمستعمرة بريطانية في 4 مايو 1843 بعد أن ضمّت الحكومة البريطانية جمهورية ناتاليا البويرية، وفي 31 مايو 1910 اندمجت مع ثلاث مستعمرات أخرى لتشكّل اتحاد جنوب أفريقيا، كواحدة من مقاطعاته. وهي اليوم تُعرف بمقاطعة كوازولو ناتال في جنوب أفريقيا.
في البداية، كانت المستعمرة تغطي مساحة تُعادل نحو نصف مساحة المقاطعة الحالية، وكانت حدودها الشمالية الشرقية تُشكَّل بواسطة نهري توغيلا وبافالو، ووراءهما كان يقع مملكة الزولو المستقلة
أدى الصراع العنيف مع سكان الزولو إلى إخلاء مدينة ديربان، وفي النهاية، قبل البوير بالضم البريطاني في عام 1844 تحت ضغط عسكري. تم تعيين حاكم بريطاني للمنطقة، وهاجر العديد من المستوطنين من أوروبا ومستعمرة الكيب. أنشأ البريطانيون صناعة قصب السكر في ستينيات القرن التاسع عشر. واجه أصحاب المزارع صعوبة في جذب العمال الزولو للعمل في مزارعهم، لذا جلب البريطانيون آلاف العمال المتعاقدين من الهند. ونتيجة لذلك، أصبحت ديربان موطنًا لأكبر تجمع سكاني من الهنود خارج الهند.